# Зоологический музей Киевского университета
Зоологический музей Киевского университета (укр. Зоологічний музей Київського університету) — действующий музей при Киевском национальном университете имени Тараса Шевченко. Расположен в красном корпусе университета. Свою историю музей ведёт с 1834 года. Является одним из крупнейших в Европе университетским зоологическим музеем по объёмам научного фонда.

## История
Зоологический музей Киевского университета основан в 1834 году на основе коллекций зоологического кабинета Волынского лицея, действовавшего в Кременце. За наполнение коллекции зоологического кабинета отвечал ботаник Вилибальд Бессер, отдавший этому делу почти 25 лет. Помощником Бессера являлся Антон Андржейовский, впоследствии взявший на себя роль заведующего зоологического кабинета. Лицей был закрыт после начала польского восстания 1830 года и переведён в Киев, где был создан Императорский университет Святого Владимира.
В 1834 году по инициативе ректора Михаила Максимовича при университете был создан Зоологический кабинет, вошедший в состав философского факультета, позднее с 1850 по 1919 год, кабинет работал при физико-математическом факультете. Имеющиеся фонды Волынского лицея были дополнены собраниями Виленского университета и Виленской медико-хирургической академии. Общий размер фондов к 1835 году составлял 28 тысяч экспонатов различных животных.

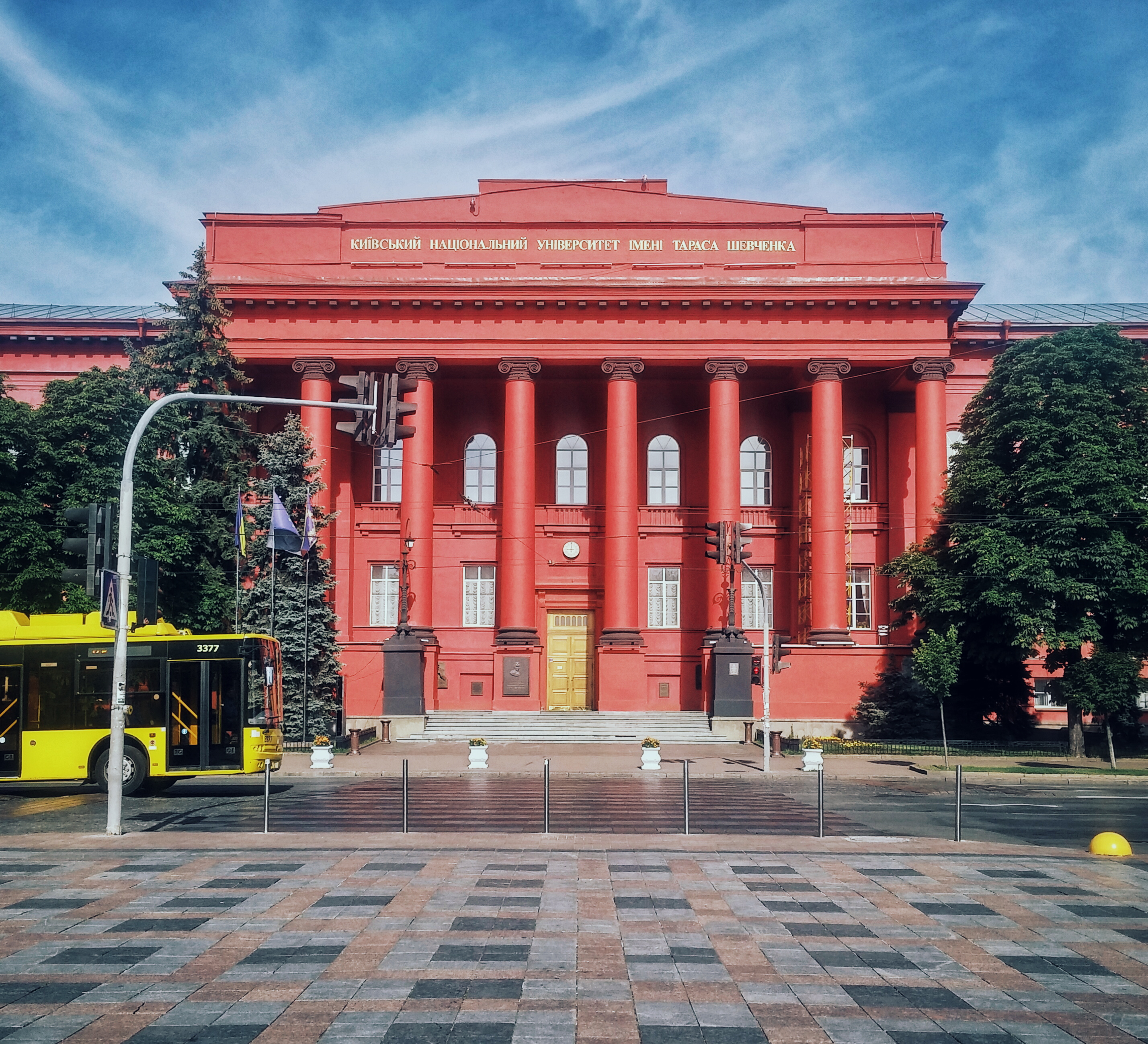
Музей расположен в красном корпусе КНУ

С 1842 по 1862 год кабинетом заведовал Карл Кесслер. Со второй половины XIX века в зоологическом кабинете начали проводиться сравнительно анатомические, эмбриологические и гидробиологические исследования. Под руководством О. Паульсона кабинет стал доступным для всеобщего посещения. В 1870-х года был составлен каталог выставочных коллекций, а позднее — каталог научных коллекций. В это время коллекция кабинета увеличивалась за счёт пожертвований Академии наук, частных лиц и благодаря приобретениям на средства учебного заведения. В 1884 году фонд зоологического кабинета имел около 44 тысяч предметов.
После начала Первой мировой войны кабинет в 1915 году был эвакуирован в Саратов, откуда был возвращён спустя два года. Зоологический кабинет возобновил полноценную работу в 1919 году. В это время важную роль в наполнении его фондов сыграл Сергей Кушакевич.
С установлением советской власти университет был преобразован в Высший институт народного образования, а зоологический кабинет с 1919 года являлся его самостоятельным подразделением. В связи с нехваткой средств часть работников кабинета уволилась и перешла на работу в Украинскую академию наук. С восстановлением статуса университета в 1933 году кабинет был преобразован в музей и был передан биологическому факультету. В это время директором музея являлся Владимир Артоболевский. С 1936 по 1940 год энтомолог Лев Шелюжко передал в фонд музея свою коллекцию бабочек Палеарктики, состоящую из 350 тысяч образцов.
К началу Великой Отечественной войны фонд музея насчитывал 2,5 миллиона различных экземпляров, включая коллекцию 500 тысяч чешуекрылых. Перед войной музей не был эвакуирован и после занятия Киева немцами, приказом рейхскомисара Украины от 7 декабря 1942 года, он вошёл в новосозданное Краевое управление архивов, библиотек и музеев при рейхскомиссаре Украины. В 1943 году начался вывоз коллекции музея в Германию, в частности коллекция бабочек была отправлена в Кёнигсберг.
В ходе боёв за Киев осенью 1943 года пострадал от пожара красный корпус университета, в котором сгорели все фонды музея. После окончания войны, благодаря усилиям Михаила Воинственского и Вадима Совинского, коллекцию бабочек, вывезенную в Кёнигсберг, удалось вернуть и на её основе начать возрождение зоологического музея.
За послевоенное восстановление музея отвечал его директор Владимир Артоболевский. Часть потерь музея были покрыты за счёт передачи киевскому зоологическому музею румынских энтомологических коллекций из Бухареста. К началу 1970-х годов фонды музея насчитывали 5,5 тысяч видов хранения. После смерти Артоболевского, музей стал самостоятельной организацией в структуре университета.
С середины 1970-х годов и вплоть до 2009 года музей являлся учебно-вспомогательным подразделением биологического факультета. В 2001 году по инициативе директора Жанны Розоры и при поддержке ректора Виктора Скопенко под нужды музея были отданы все помещения третьего этажа левого крыла красного корпуса университета. 16 октября 2003 года начался перенос коллекций птиц в новые залы, после чего старая экспозиция музея прекратила существование. К 2012 году фонд музея насчитывал около 700 тысяч единиц хранения.

## Коллекция музея

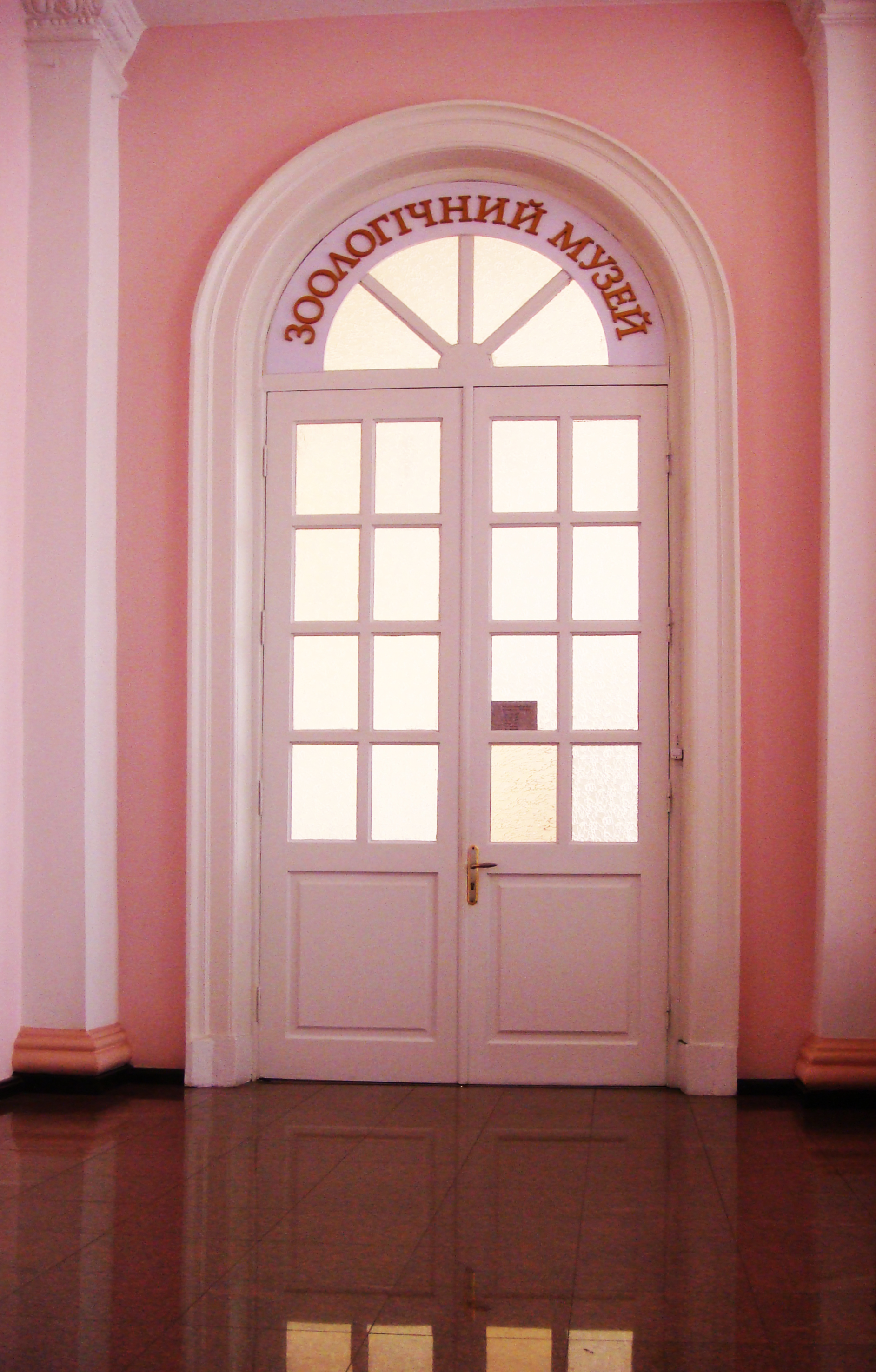
Вход в музей с центральной лестницы красного корпуса

Общая площадь музея составляет 1280 м2, включая 761 м2 — экспозиционного пространства и 389 м2 — площади хранилища. Экспозиция выстроена по принципу зоологической систематики. Экспозиция включает в себя полотна художника Геннадия Гликмана и диораму «Пингвины» (художник — В. Гончаренко, таксидермист — М. Головушкин).
По состоянию на 2012 год в состав музея входят следующие отделы:
- териологический (7,8 тысяч единиц хранения)
- орнитологический (18 тысяч единиц хранения)
- герпето-батрахо-ихтиологический (5 тысяч единиц хранения)
- отдел беспозвоночных животных (668 тысяч единиц хранения)
- экспозиционный отдел

## Руководители
- Кесслер Карл (1842—1862)
- Корнеев Александр (1952—1965)[2]
- Пащенко Ю. (1965—1974)[2]
- Писарева Л. (1974—1993)[2]
- Розора Жанна (1993—н. в.)[2]